# Costa di Orville

La costa di Orville nella parte sudorientale della penisola Antartica.

La costa di Orville (centrata alle coordinate 75°45′S 65°30′W) è una porzione della costa della Terra di Palmer, in Antartide. In particolare, la costa di Wilkins si estende nella parte sudorientale della penisola Antartica, tra Capo Adams (75°04′S 62°20′W), a nordest, e Capo Zumberge (76°14′S 69°40′W), a sudovest, e confina a nordest con la costa di Lassiter e a sudovest con la costa di Zumberge. La costa è separata dalla costa di English, sul lato sudoccidentale della penisola Antartica, per mezzo delle Antartande e davanti ad essa si estende la parte occidentale della piattaforma glaciale Filchner-Ronne.

## Storia
La costa di Orville è stata scoperta durante la spedizione antartica di ricerca Ronne, 1947-48, comandata da Finn Rønne, che le diede il suo attuale nome in onore del capitano della marina militare statunitense Howard T. Orville, capo del Servizio Aerologico Aeronautico statunitense, che fu in prima persona responsabile del programma meteorologico della spedizione Ronne.